# 시라토리촌 (이바라키현)
시라토리촌(白鳥村)은 이바라키현 가시마군에 일찍이 존재했던 촌이다.

## 지리
현재의 호코타시 남부에 해당한다.
촌은 태평양에 면해 있다.

## 역사
- 1889년 4월 1일 - 정촌제 시행에 의해 가시마군 시라토리촌이 성립하였다.
- 1955년 3월 31일 - 가미시마촌과 합병해 다이요촌이 성립하여, 동일 시라토리촌은 폐지되었다

## 인구
| 1891년 | 1,666 |
| 1909년 | 4,297 |
| 1920년 | 4,710 |
| 1935년 | 5,059 |
| 1950년 | 6,451 |

## 교통

### 도로
- 2급국도
  - 국도 제123호선 (현: 국도 제51호선)

## 참고문헌
- 角川日本地名大辞典編纂委員会『가도카와 일본 지명 대사전 8 茨城県』、가도카와 쇼텐、1983年 ISBN 4040010809